# Parachilus capensis
Parachilus capensis är en stekelart som först beskrevs av Henri Saussure 1856.  Parachilus capensis ingår i släktet Parachilus och familjen Eumenidae. Inga underarter finns listade i Catalogue of Life.